# Ubaruku
Ubaruku ist ein ländlicher Bezirk (Ward) des Distriktes Mbarali in der tansanischen Region Mbeya.

## Geografie
Ubaruku liegt im Südwesten von Tansania etwa 100 Kilometer ostnordöstlich von der Regionshauptstadt Mbeya. Der Bezirk grenzt im Norden an den Bezirk Rujewa, im Süden an Imalilo Songwe und im Osten an Mapogoro. Die größten ethnischen Gruppen sind die Bena, Hehe, Sangu, Nyakyusa und Sukuma.
Die Fläche des Bezirks beträgt 62,71 Quadratkilometer, bei der Volkszählung 2022 wohnten 46.318 Menschen in 13.294 Haushalten.

## Gliederung
Der Bezirk besteht aus acht Gemeinden (Mtaa) mit 50 Orten (Kitongoji):
| Ibohora - Miembeni - London A - London B - Ihuvilo A - Ihuvilo B - Majengo - Luhanga | Majengo - Ng'ambo Mfereji A - Malamba A - Malamba B - Mahango - Stendi | Mbarali - Tagamenda A - Tagamenda B - Mtakuja - Kifaru - Uzunguni | Mkombwe - Mtambani - Mkombwe A - Mkombwe B - Mkondogavili - Mtegisala - Daily - Msufini - Mjimwema | Mpakani - Mpakani - Majengo - Mjimwema - Mbuyuni - Msikitini | Mwakaganga - Santamaria A - Santamaria B - Ng'ambo Mfereji B - Kibaoni Kati A - Kibaoni Kati B - Kibaoni Kati C - Mdodela A - Mdodela B - Mdodela C | Ubaruku - Sokoni - Maperemehe - Matono - Stendi | Utyego - Uhuru - Tupendane - Usalama - Forest - Motomoto - Mjimwema - Ujamaa |

## Wirtschaft und Infrastruktur
- Wirtschaft: Die wichtigsten wirtschaftlichen Aktivitäten sind Ackerbau, Viehzucht und die Führung von Kleinbetrieben.[3] Neben Hühnern werden überwiegend Schweine und Rinder gehalten.[8]
- Bildung: Im Distrikt gibt es neun Grundschulen, wovon zwei privat betrieben werden, und zwei weiterführende Schulen, eine staatlich und eine privat geführt.[3]
- Gesundheit: Für die medizinische Betreuung der Bevölkerung sorgen ein privates Gesundheitszentrum und drei Apotheken.[3] Das im Jahr 2012 eröffnete Gesundheitszentrum St. Bakhita[9] betreut Patienten ambulant und stationär.[10]
- Sport: In Ubaruku befindet sich ein Fußballstadion für 2000 Zuseher.[11]